# Aurelio Suárez
Aurelio Leonardo Suárez Fernández (Gijón, 14 de enero de 1910-Gijón, 10 de abril de 2003), artísticamente conocido como Aurelio Suárez, fue un pintor onírico, creador de su propio mundo, El Aurelianismo, con una singular iconografía, método y actitud personal.

## Biografía
El pintor Aurelio Suárez nació en Gijón, el 14 de enero de 1910. Fue uno de los tres hijos del matrimonio formado por el capitán mercante Abelardo Suárez Ibaseta y su primera esposa, Elvira Fernández. Aunque había mostrado inclinación hacia las ciencias y llegó a cursar estudios de Medicina en Madrid –y donde expone en el Museo de Arte Moderno en 1934–, el joven Aurelio se decantó finalmente hacia la pintura, pasión que heredó de su padre y en la que, como él, fue autodidacta. Aunque residió temporalmente en Barcelona, Madrid y Valencia, a partir de 1940 se establece definitivamente en Gijón, donde contraerá matrimonio con María Teresa Pomeda Ordóñez en 1948 y donde tendrá a su único hijo, Gonzalo, un año después. Durante su vida laboral en el taller de Petronilo Díaz, simultaneó su constante y sistemático trabajo pictórico con el oficio de decorador de cerámicas en una fábrica del ramo gijonesa. A pesar de que realizó numerosas exposiciones individuales, Aurelio Suárez decidió abandonar su actividad expositiva en 1961. Su vida retirada y tranquila se enriqueció con numerosas atenciones: la literatura, la ciencia –en particular la medicina y la astronomía–, la música, la flauta, las largas caminatas y la naturaleza, el coleccionismo... actividades todas ellas que se plasmaron en los métodos y los contenidos de su particular universo pictórico, que él mismo rotuló como “aurelianismo”.

## Fallecimiento
El pintor falleció en la misma ciudad que le vio nacer el 10 de abril de 2003 a los 93 años de edad.

## Obra
Aurelio Suárez fue, como él mismo se definió, un pintor onírico, y su mundo creativo, el Aurelianismo, como desde muy temprano veía el conjunto de su creación. La capacidad técnica e inventiva, unidas a la variedad temática e iconográfica que desarrolló en toda su obra, hacen del Aurelianismo algo singular y excepcional.
El grueso de la obra, más de siete mil piezas, de Aurelio Suárez está formada principalmente por tres formatos que el pintor acuñó con los nombres de óleos, gouaches y bocetos en medidas de 38 x 46 cm -óleo sobre lienzo-, 350 x 470 mm -gouache sobre papel- y 170 x 230 mm -gouache, tinta y lápiz sobre papel- tanto para su formato horizontal como vertical, distribuidas en series por años en las dos primeras y por una cronología numérica en la tercera. Las series de óleos y gouaches están formadas por un número indeterminado de obras por año salvedad de algunas que son de doce. En los bocetos las carpetas están formadas por 100 unidades, excepto la primera de 99. Generalmente estas obras llevan manuscrito en el reverso, el título, fecha, medida, etc. También realizó en menor cantidad obras sobre otros formatos.
Aurelio Suárez realizó una importantísima cantidad de objetos sobre otros soportes -muchas de las veces restos encontrados en los más variados lugares- y con otras técnicas que sus obras fundamentales: esculturas sobre variados materiales, cajas, cerámicas, libros, muebles, metales, marcapáginas, ex libris, vidrios, etc.
Una de las singularidades del mundo aureliano es su firma al revés y el pez.

## Exposiciones

### Exposiciones individuales
- 1929. Escuela Superior de Comercio. Gijón.
- 1931. Ateneo Obrero. Gijón.
- 1933. Ateneo. Madrid.
- 1934. Museo de Arte Moderno. Madrid.
- 1949. Real Instituto de Jovellanos. Gijón.
- 1949. Librería Clan. Madrid.
- 1950. Galerías Santu. Oviedo.
- 1951. Universidad de Valladolid. Palacio Universitario de Santa Cruz. Valladolid.
- 1952. Museo Municipal de Pinturas. Santander.
- 1953. Sociedad Amigos del Arte. Avilés.
- 1954. Delegación Provincial del Ministerio de Información y Turismo. La Coruña.
- 1955. Colegio Mayor Universitario Santa Cruz. Valladolid.
- 1958. Círculo Liceo. Luarca.
- 1958. Ateneo Jovellanos. Gijón.
- 1959. Galería de Exposiciones de la Obra Social y Cultural de la Caja de Ahorros de Asturias. Oviedo.
- 1959. Librería Fernando Fe. Madrid.
- 1960. Salas de Bellas Artes de Artesanía Española. Bilbao.
- 1961. Biblioteca José María de Pereda. Torrelavega.
- 1975. Tantra Galería de Arte. Gijón.
- 2003. Museo de Bellas Artes de Asturias. Homenaje póstumo. Oviedo.
- 2004. Museo Casa Natal de Jovellanos. Gijón.
- 2004. Galería Durero. Gijón.
- 2005. Galería Durero. Gijón. Patrocinada por La Nueva España.
- 2005 / 06. Galería Vértice. Oviedo. Patrocinada por La Nueva España.
- 2007. Galería Guillermo de Osma. Madrid.
- 2007. Galería Cornión. Gijón. Patrocinada por Construcciones Angoca, Murart y el Centro Comercial San Agustín.
- 2008. Centro de Escultura de Candás. Museo Antón.
- 2008. Galería Cornión. Gijón. Patrocinada por Construcciones Angoca y El Muelle. Gestión Inmobiliaria.
- 2009. Galería Cornión. Gijón. Patrocinada por Construcciones Angoca, Centro Comercial San Agustín y El Muelle. Gestión Inmobiliaria.
- 2010. Galería Cornión. Gijón. Patrocinada por Construcciones Angoca, Centro Comercial San Agustín y El Muelle. Gestión Inmobiliaria.
- 2010. Centro de Escultura de Candás. Museo Antón. Patrocinada por el Gobierno del Principado de Asturias.
- 2010. Museo de Bellas Artes de Asturias. Oviedo. Patrocinada por el Gobierno del Principado de Asturias.
- 2010. Biblioteca Pública “Jovellanos”. Gijón. Patrocinada por el Gobierno del Principado de Asturias.
- 2013. Centro de Escultura de Candás. Museo Antón.
- 2013 / 14. Museo de Bellas Artes de Asturias. Oviedo.

### Exposiciones colectivas
- 1929. Ateneo Obrero. Gijón.
- 1949. Real Instituto de Jovellanos. II Salón de Navidad. Gijón.
- 1962. Galería de la Obra Social y Cultural de la Caja de Ahorros de Asturias. Pintura asturiana contemporánea. Gijón.
- 1972. Ateneo Jovellanos. El desnudo femenino en la pintura asturiana. Gijón.
- 1972. Galería Benedet. Pintores asturianos. Oviedo.
- 1973. Galería Tassili. Tres pintores asturianos. Oviedo.
- 1974. Palacio del Conde de Toreno. Pintores asturianos. Oviedo.
- 1976. Galería Tassili. Aurelio Suárez - Orlando Pelayo - Eduardo Úrculo. Oviedo.
- 1977. Hotel Ágora. L´irreal. Bayonne - Francia.
- 1986. Galería del Banco de Asturias. Medicus Mundi Asturias. Pintores asturianos. Oviedo.
- 1986. Caja de Ahorros de Asturias. 30 años de arte en Asturias. Oviedo.
- 1987. Galería Durero. 5 pintores asturianos: Joaquín Vaquero - Orlando Pelayo - Álvaro Delgado - Antonio Suárez - Aurelio Suárez. Gijón.
- 1988. Ayuntamiento de Luarca. Gran exposición de pintura asturiana. Luarca.
- 1989. Galería Durero. Luis Fernández - Aurelio Suárez - José María Navascués. Gijón.
- 1992. Museo de Teruel. Ciudad de ceniza. El surrealismo en la posguerra española. Teruel.
- 1993. Universidad de Oviedo. Artistas por la Paz.
- 1994. Galería Durero. Aurelio Suárez - Antonio Suárez - José María Navascués - Melquíades Álvarez. Gijón.
- 1994. Galería Cornión. Gijón, Sur - Mer. Gijón.
- 1996 / 97. Galerías de la Caja de Asturias. Colección Caja de Asturias. Oviedo.
- 1998. Centro Cultural del Conde Duque. Tomás Seral y Casas. Un galerista en la posguerra. Madrid.
- 1999. Fundación Díaz Caneja. Xacobeo’99. Caminos. Palencia.
- 1999. Palacio del Marqués de Comillas. Xacobeo’99. Caminos. Comillas.
- 1999. Museo Provincial. Xacobeo’99. Caminos. Lugo.
- 1999. Museo de Bellas Artes. Xacobeo’99. Caminos. La Coruña.
- 1999. Museo Barjola. Xacobeo’99. Caminos. Gijón.
- 2000. Galería Durero. Luis Fernández - Aurelio Suárez - Antonio Suárez - Navascués - Melquíades Álvarez. Gijón.
- 2002. Galería Cornión. Carnaval. Gijón.
- 2003. CAMCO. El paisaje en la pintura asturiana. Colección Cajastur. Oviedo.
- 2004 / 05. Museo Barjola. El Sotanín de Ibaseta. Gijón.
- 2006. Galería Cornión. Sobre papel. Gijón.
- 2006. Fundación Alvargonzález. Abelardo Suárez Ibaseta. Marino y pintor. Gijón.
- 2007. Galería Guillermo de Osma. Arte español de los 50. Madrid.
- 2007. Centro Cultural Cajastur Palacio Revillagigedo. Colección Cajastur. El paisaje en la pintura asturiana. Gijón.
- 2011. Centro Cultural Cajastur Palacio Revillagigedo. La mirada perdida. Colecciones en la diáspora. Gijón.
- 2011. Delegación del Principado de Asturias. La mirada perdida. Colecciones en la diáspora. Madrid.
- 2011. Galería Cornión. Obra gráfica de artistas contemporáneos. Gijón.
- 2011 / 12. Patio Herreriano. Museo de Arte Contemporáneo Español. Figuras de la exclusión. Valladolid.
- 2012. Centro Cultural Cajastur Palacio Revillagigedo. Colección Cajastur. Rasgos de arte. Esencia del coleccionismo. Gijón.
- 2013. Real Academia de Bellas Artes de San Fernando. Experiencias de la modernidad: Arte español 1916-1956. Madrid.
- 2013. Patio Herreriano. Museo de Arte Contemporáneo Español. Experiencias de la modernidad: Arte español 1916-1956. Valladolid.
- 2016. Museo Nacional Centro de Arte Reina Sofía. Campo cerrado. Arte y poder en la postguerra española. 1939-1953. Madrid.